# Parti de la charte nationale
Le Parti de la charte nationale (en arabe : حزب الميثاق الوطني) est un parti politique jordanien. Il est le deuxième parti le plus représenté à la Chambre des représentants depuis les élections législatives de 2024.

## Histoire
Le Parti de la charte nationale est enregistré le 20 janvier 2022 à la suite des réformes constitutionnelles par le roi Abdallah II. Il est le résultat de la fusion entre les partis Wafa, Awn et Mithaq. Ses membres fondateurs sont essentiellement des parlementaires — encore en fonction ou non —, d'anciens ministres considéré comme loyaliste au gouvernement jordanien, ce qui vaut au parti d'être qualifié d'élitiste,.

## Idéologie

### Économie
Le Parti de la charte nationale se revendique comme modéré. Il plaide largement en faveur d'une économie sociale de marché, les politiques économiques de son programme sont largement axées sur les investissements dans les secteurs public et privé, ainsi que sur l'expansion des échanges avec les pays voisins. Il prône également la lutte contre la corruption.

### Social
Il prône l'élargissement des droits des femmes et la coopération entre musulmans et chrétiens.

### Politique étrangère
Il plaide en faveur de la création d'un État palestinien, mais il n'est pas clair s'il soutient une solution à deux États ou à un seul État.

## Adhésion
En 2023, le parti revendique 4 040 membres, dont 3 006 hommes et 1 040 femmes.

## Résultats électoraux
| Année | Voix   | %    | Sièges   | +/- | Position |
| ----- | ------ | ---- | -------- | --- | -------- |
| 2024  | 93 688 | 5,72 | 21 / 138 | 21  | 2e       |